# غاري بروكس
غاري بروكس (بالإنجليزية: Gary Brooks)‏ (8 مايو 1983 بكينغستون في جامايكا - ) هو لاعب كرة قدم جامايكي في مركز الهجوم. لعب مع فيرجينيا بيتش مارينرز وCrystal Palace Baltimore ‏ وفانكوفر وايتكابس (نادي كرة قدم) وNew Jersey Ironmen ‏ وCalifornia Cougars ‏ وReal Maryland F.C. ‏ وRockford Rampage ‏ وأتلانتا سيلفرباكس وفيلادلفيا كيكس ‏.

## وصلات خارجية
- غاري بروكس على موقع قاعدة بيانات كرة القدم.إي يو (الإنجليزية)